# Aristotelis
Aristotelis (Grieks: Αριστοτέλης) is sedert 2011 een fusiegemeente (dimos) in de bestuurlijke regio (periferia) Centraal-Macedonië.
De drie deelgemeenten (dimotiki enotita) van de fusiegemeente zijn:
- Arnea (Αρναία)
- Panagia (Παναγία)
- Stagira-Akanthos (Στάγιρα-Άκανθος), met onder andere het antieke Stageira